# 良萨
良斯萨，是西班牙加泰罗尼亚赫罗纳省的一个市镇。总面积28平方公里，总人口3890人（2001年），人口密度139人/平方公里。